# ジョルジュ・エベル

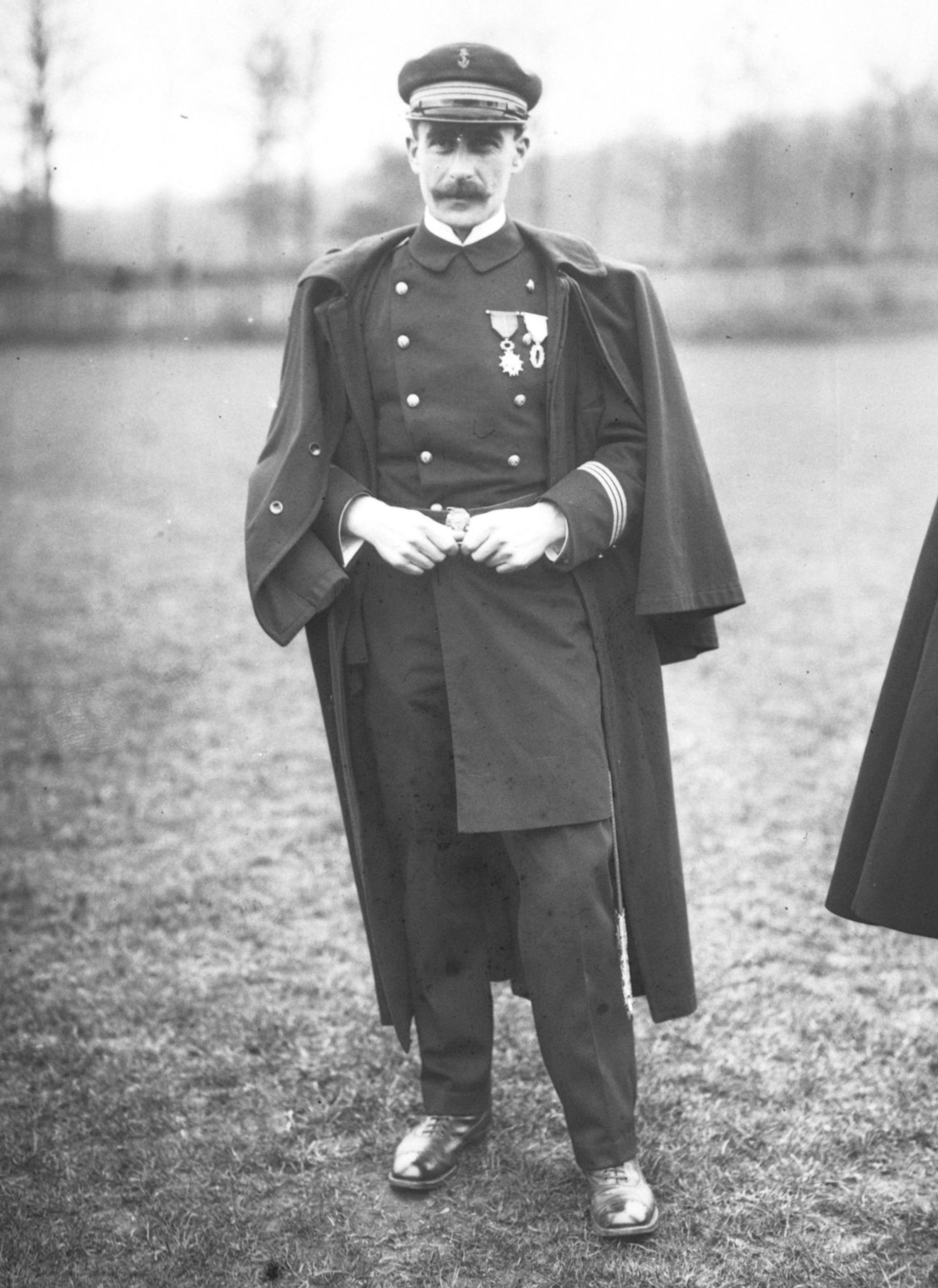
中尉時代のジョルジュ・エベル（1913年）

ジョルジュ・エベル（Georges Hébert、1875年4月27日 - 1957年8月2日）は、フランスの体育教師、理論家、インストラクターである。

## 生い立ち
エベルはパリ生まれである。第一次世界大戦に先立ちフランス海軍の将校であったエベルはマルティニークのサン・ピエールに配属されていた。1902年、プレー山で火山噴火が起こると、エベルは約700ほどの人々の脱出・救助活動に当たった。この経験から、エベルは「運動技術は勇気や利他の精神と共にあらねばならない」という信念を強くし、ついには"Être fort pour être utile"(実用を旨として強くあること）というモットーにたどり着いた。
その後は世界を広く旅し、アフリカや他の土地で現地の人々の発達した身体や移動能力に感銘を受けた。
'彼らの身体は素晴らしかった。柔軟で、軽快で、巧みで、頑丈で、耐性があるのだ。彼らには体操の指導者がいる訳でもなく、ただ自然の中で生活しているだけなのだ。'―ジョルジュ・エベル

## 自身のシステムの開発

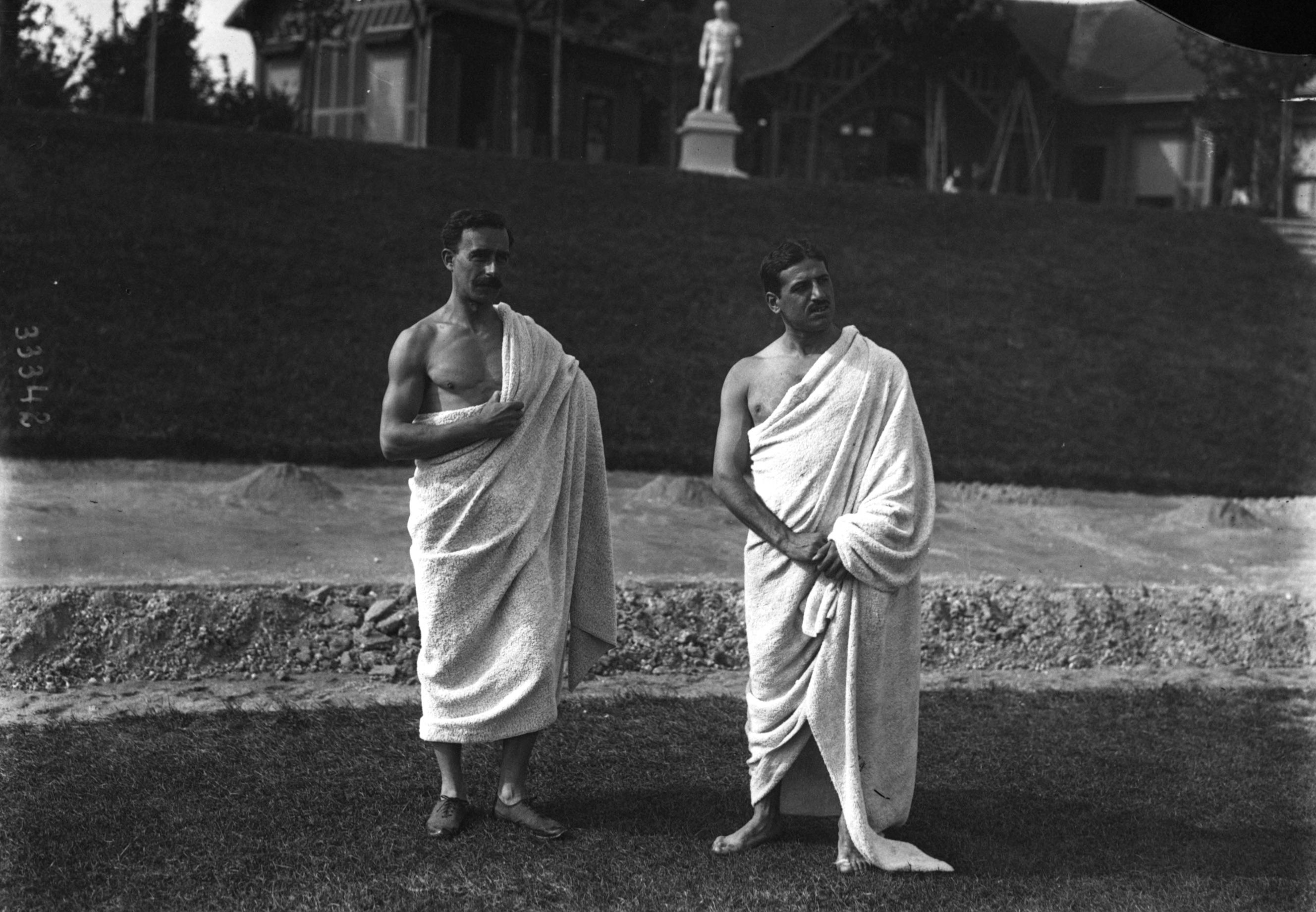
ランスのCollège d'athlètes de Reimsでジャン・ブワン（右）と（1913年）

フランスに戻るとロリアンにて海兵隊の体育のインストラクターとなり、そこで自身の生み出した'méthode naturelle(メトッド・ナチュレル)'という体育教育システムの開発、器具の製作に取り組んだ。ちなみにこのシステムはアフリカの人々の影響のみによるものではなく、
- 先輩であるFrancisco Amorós（1847年にNouveau Manuel Complet d'Education Physique, Gymnastique et Moraleを出版）の功労
- ドイツの体操競技の教育者であるFriedrich Ludwig Jahn（合衆国海兵隊初期の身体トレーニングに影響）
- 友人Dr. Paul Cartonのヌーディズム（完全な裸体主義は厳しく否定していた）の生活
- ギリシャ-ローマの古典的彫像の人体像や古代ギリシャのギムナシウムによる理想的身体像
- フランスの発明家、クロノフォトグラファー、映画家、体操選手（トレーニングの進歩性とスケーラビリティを強調していた）であるGeorges Demenÿ

などの影響を、含みつつ縛られずに総合したものである。
エベルのシステムはリハビリテーションやスウェーデン方式の身体文化を拒絶した。エベルはそれらを身体を協調的に発達させることが出来ず、特に彼の生徒たちにとって実践的・モラル的な面で生活に役立てられないもの、として見ていたからである。
同様に、エベルは競争や競技に重点を置くことによって、競争的スポーツや体育教育は精神的発達目標や健全なモラルから分離されてしまったと信じていた。
哲学者・教育論者であったジャン＝ジャック・ルソーから影響を受けていたエベルにとっては、自然に対する深い考察こそが身体発達の正しい方法を知る方法であった。
エベルはこう記している。
'体育教育の最終目標は屈強な人間を養うことである。純粋に身体的な意味で、méthode naturelleこそが有機的耐性・筋力・スピードを養い、人間を歩けるように・走れるように・跳べるように・這うことができるように・登れるように・バランスをとれるように・投げられるように・持ち上げられるように・自衛できるように・泳げるようにしてくれるのである。
剛健さ・エネルギー的な意味では、このシステムは十分なエネルギー・意志の力・勇気・冷静さ・堅固さから成るものである。
モラル的意味では、感情を高めることによって、教育がモラルの実践を実践的・有益な方向に向けさせるようにするものである。
真のméthode naturelleは、最も広い意味で、これら3つの力の結果として考えられなければならない。それは身体・剛健さ・モラルの総合体なのである。それは呼吸や筋力だけに存在するのではない。用いられるすべてのエネルギー、そしてそれを正しい方向に向けさせる意志、それを導く感覚にも宿っているのである。
'―ジョルジュ・エベル